# Molesden
Molesden är en ort i civil parish Meldon, i grevskapet Northumberland i England. Orten är belägen 5 km från Morpeth. Molesdon var en civil parish 1866–1955 när det uppgick i Meldon. Civil parish hade 17 invånare år 1951.